# Вітелія (місто)
41°52′56″ пн. ш. 12°46′44″ сх. д. / 41.882295° пн. ш. 12.778989° сх. д.
Вітелія  (лат. Vitellia) — стародавнє місто на кордоні між територіями розселення латинян та еквів. Жителі міста входили до складу 30 громад, які брали участь у традиційному, для латинян, жертвоприношенні на горі Альба.
Точне розташування міста не встановлене, з урахуванням того, що воно було розташоване на землях еквів, то Вітелію локалізують між землями герніків та Альгідським перевалом. Висловлювалося припущення, що стародавнє місце знаходилося на місці сучасного муніципалітету Вальмонтоне.
Дата заснування колонії довгий час була предметом наукової дискусії, німецький історик Бартольд Георг Нібур першим пов'язав заснування колонії з повідомленням Тіта Лівія, що у 395 році до н. е. три тисячі римських громадян заснували колонію у землі вольськів. Ця версія була підтримана багатьма істориками, зокрема Теодором Моммзеном та Ернстом Корнеманом. Доки італійський дослідник Гаетано де Санктіс не висловив сумнів у доречності ототожнення Вітелії з описаною Тітом Лівієм колонією. Згодом британець Г. М. Ласт вказав, що ця колонія не могла бути заснована в 395 році до н. е. Антикознавець Едуард Того Салмон зазначав, що за інформацією Тіта Лівія, Вітелія знаходилася в землях еквів неподалік від Риму, а заснована в 395 році колонія знаходилася у землі вольськів і достатньо далеко від метрополії.
У 393 році до н. е. екви, за допомогою зрадника, захопили вночі Вітелію. Більша частина поселенців втекли з міста через задні ворота і повернулися до Риму неушкодженими. За жеребом, на війну з еквами був обраний консул Луцій Лукрецій Триципітін Флав, він розбив ворога і повернув місто Риму.
Нідерландський професор Комбертус Петер Бюргер, опираючись на свідчення Діодора Сицилійського, припустив, що Тіт Лівій помилився і напад стався на Велетри, однак Едуард Того Салмон відкинув цю гіпотезу.
Назва міста була пов'язана зі старовинним патриціанським родом Вітеліїв, які вели своє походження від богів Фавна та Вітелії. Представники роду отримали право захищати колонію власними силами від еквів.
Під час війни римлян з вольськами, місто було захоплено армією останніх на чолі з Гнеєм Марцієм Коріоланом та Атієм Тулієм.
Згідно Плінію Старшому, в його час (I ст. н. е.), місто вже не існувало.